# Corneliu Porumboiu
Corneliu Porumboiu (Vaslui, 14 settembre 1975) è un regista e sceneggiatore rumeno.

## Biografia
Figlio dell'ex arbitro internazionale di calcio e uomo d'affari rumeno Adrian Porumboiu, nel 2004 ha avuto un premio di sezione al Festival di Cannes presentando il cortometraggio Călătorie la oraş (Viaggio in città). Nel 2006 ha vinto la Caméra d'or per la miglior opera al Festival di Cannes con il film A Est di Bucarest (A fost sau n-a fost?). Nel 2009 ha diretto Polițist, Adjectiv.

## Filmografia
- A Est di Bucarest (A fost sau n-a fost?) (2006)
- Polițist, Adjectiv (2009)
- La limita de jos a cerului (2013)
- Când se lasa seara peste Bucuresti sau metabolism (2013)
- Al doilea joc (2014)
- Il tesoro (Comoara) (2015)
- La Gomera - L'isola dei fischi (La Gomera) (2019)